# کینتارو اوسودا
کینتارو اوسودا (انگلیسی: Kintaro Usuda; ۲۵ سپتامبر ۱۹۰۶ – ۲۷ مهٔ ۱۹۸۰) بوکسور اهل ژاپن بود.